# Ruben Zadkovich
Ruben Zadkovich (Sydney, 23 mei 1986) is een Australisch voetballer die bij voorkeur als middenvelder speelt. Hij verruilde in juli 2014 Newcastle Jets voor Perth Glory. Zadkovich speelde eerder voor Queens Park Rangers, Notts County, Sydney FC en Derby County.

## Interlandcarrière
Zadkovich speelde in 2008 één interland voor het Australisch voetbalelftal. Hij vertegenwoordigde Australië eveneens bij de Olympische Spelen van 2008 in Peking. Daar werd de selectie onder leiding van bondscoach Graham Arnold uitgeschakeld in de groepsronde na nederlagen tegen Ivoorkust (0-1) en Argentinië (0-1), en een gelijkspel tegen Servië (1-1).